# Cuisine bélizienne

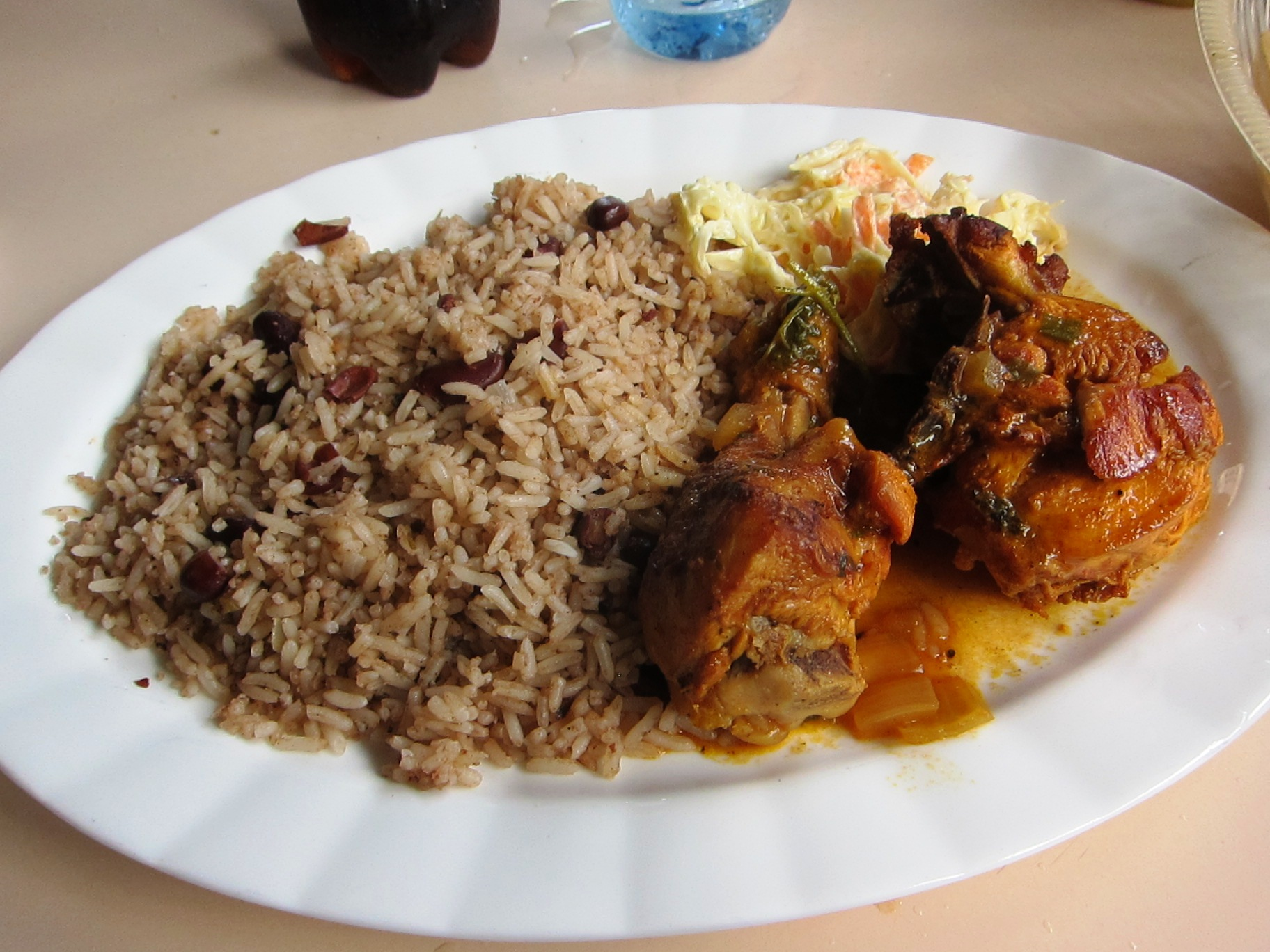
Riz, haricots, poulet et salade de pommes de terre.

La cuisine bélizienne s'inspire des cuisines anglaise, caribéenne et mexicaine.
Le plat traditionnel consiste en du riz bouilli avec des fèves rouges ou noires, accompagné de viande (bœuf, poulet, porc) ou de poisson.